# Adobe Premiere Pro
 je aplikacija za uređivanje video zapisa zasnovana na vremenskoj skali koja je razvijena u kompaniji Adobe Sistema i objavljena u okviru programa licenciranja . Prvi put predstavljen 2003. godine, Adobe Premiere Pro je naslednik Adobe Premiere (prvi put je predstavljen 1991. godine). Usmeren je ka profesionalnom uređivanju video zapisa, dok njegov brat, Adobe Premiere Elements cilja na potrošačko tržište.
CNN je rano prihvatio Adobe Premiere. Takođe, 2007. godine, određeni odseci -a usvojili su Premijeru. Korišćen je za uređivanje igranih filmova, poput Dedpula, Iščezla, Captain Abu Raed, a odnedavno i Terminator Mračna Sudbina i Čudovišta,  i drugih mesta kao što je Madonna's Confessions Tour. 

## Literatura
- „−Naučite za 24 časa” od Džef Sengstaka
- „” od Jan Ozera
- „Kako da montiram film−Adobe Premier Pro CS5.5” od Ivana Đorđevića

## Spoljašnje veze
- : Nezaobilazna alatka u rukama profesionalaca
- - elektronski priručnik
- Priručnik iz video montaže Архивирано на веб-сајту  (12. јул 2018)